# ウォーレン・マカロック
ウォーレン・スタージス・マカロック（Warren Sturgis McCulloch、1898年11月16日 - 1969年9月24日）は、アメリカ合衆国の神経生理学者で外科医。マカラック、マッカロとも表記される。
ベルビュー病院、ロックランド州立病院、イリノイ大学、マサチューセッツ工科大学リサーチエレクトロニクス研究所に勤務。
数学・論理学・心理学などに関する教養も深かった。
1943年、論理学者・数学者のウォルター・ピッツと共に、形式ニューロンというモデルを考えた。